# Alte Schule Karlshorst
Die Alte Schule Karlshorst  in der Gundelfinger Straße 10/11 im Berliner Ortsteil Karlshorst war ursprünglich die Gemeindeschule der Kolonie Karlshorst, die damals zum Berliner Vorort Friedrichsfelde gehörte. Sie wurde 1898/1899 erbaut und bis 1994 zu Schulzwecken genutzt. Seit den 2000er Jahren stehen Schule, Turnhalle, Toilettengebäude und Einfriedung unter Denkmalschutz. Das Gebäude wurde saniert und modernisiert, dient seit 2008 als Mehrgenerationenhaus und wird von sozialen Hilfseinrichtungen mitgenutzt.

## Lage
Das Gebäude steht an der Gundelfinger Straße gegenüber der katholischen Kirche St. Marien. Der ehemalige Schulhof grenzt an einen größeren baumbestandenen Innenhof, der sich bis zur Treskowallee erstreckt.

## Geschichte der Schuleinrichtung
In der 1895 gegründeten Kolonie Karlshorst wurde der Schulunterricht  zunächst in Privat- und Gartenhäusern erteilt. Aufgrund der ständigen Zunahme der Einwohnerzahl beschloss die Gemeindevertretung Friedrichsfeldes, hier ein eigenes Schulgebäude errichten zu lassen. Der Friedrichsfelder Rittergutsbesitzer Carl von Treskow stellte dafür das Grundstück zur Verfügung. Die Übergabe des neuen Schulhauses fand am 29. September 1899 statt. Allerdings machten sich – mit den stetig zunehmenden Schülerzahlen – schon bald Erweiterungsbauten erforderlich: 1902, 1904 und 1907 entstanden Anbauten an das Hauptgebäude. Sie passten sich architektonisch an das Haupthaus an.
Die Gemeindeschule Karlshorst wurde nach der Eingemeindung des Ortes nach Berlin im Jahr 1920 zur 29. Volksschule Berlin-Lichtenberg.
Karlshorst war ab dem Ende des Zweiten Weltkriegs, 1945 Sitz der Sowjetischen Militäradministration in Deutschland (SMAD) und später auch der KGB-Zentrale Karlshorst. Sie nutzten das Gebäude zunächst als Lager, dann ab 1954 als Schule für die Kinder ihrer Beschäftigten und Angehörigen. Die Schüler wurden mit sowjetischen Bussen am Wohnort der Familien aus ganz Ost-Berlin abgeholt und nach Unterrichtsschluss wieder nach Hause gebracht.

## Geschichte des Bauwerks
Der Bau der Gemeindeschule wurde 1898 begonnen. Wer die Pläne ausarbeitete und/oder die Bauarbeiten ausführte, ist nicht überliefert. Im September 1899 erfolgte die Einweihung. Von 1945 bis 1994 unterstand das Gebäude der sowjetischen bzw. russischen Verwaltung. Der Magistrat von Ost-Berlin, weiterhin Eigentümer der Immobilie, nahm Reparaturen und Modernisierungen vor. Mit dem Abzug der russischen Armee am 31. August 1994 fiel das Haus an die Stadt Berlin zurück, nun in das Eigentum des Senats von Berlin. Das fast 100-jährige Schulgebäude stand dann bis 2007 leer. Zu einer Weiternutzung als Bildungseinrichtung kam es in der Folge nicht mehr.

## Umnutzung
Die Mietergenossenschaft SelbstBau e.G. entwickelte zusammen mit der gemeinnützigen Stiftung trias die Idee, hier ein generationenübergreifendes Wohnprojekt zu realisieren. Es sollte eine Wohngemeinschaft entstehen, in der Mieter aller Altersgruppen, auch Personen mit Behinderungen und Pflegebedürftige, miteinander unter einem Dach leben. Die Senatsverwaltung für Stadtentwicklung stellte Fördermittel in Höhe von einer Million Euro für die Umbauarbeiten bereit und verkaufte das Objekt an die Stiftung trias, die es wiederum mittels Erbpachtvertrag für 99 Jahre an die Mietergenossenschaft SelbstBau verpachtete. Im Jahr 2008 konnten 19 Wohneinheiten für das integrative Projekt und zwei frei finanzierte Wohneinheiten im ausgebauten Dachgeschoss offiziell an die Mieter übergeben werden. Sechs Wohnungen sind behindertengerecht, das gesamte Grundstück und das Gebäude sind barrierefrei. Die Vergabe der Wohnungen des Projekts ist an einen Wohnberechtigungsschein gebunden.
In der ersten Etage richtete der Verein Kinderhaus Berlin – Mark Brandenburg eine betreute Wohngruppe für zehn Kinder und Jugendliche ein, die aus unterschiedlichen Gründen nicht in ihren Familien leben können. Die Albatros gGmbH ist mit einem interkulturellen Mädchen- und Frauentreff ebenfalls hier untergebracht.
Die Bundesregierung und der Rat für nachhaltige Entwicklung zeichneten die Mietergenossenschaft im Jahr 2009 für den gelungenen Umbau des alten Schulhauses mit dem Preis des Bundeswettbewerbs Generationendialog in der Praxis – Bürger initiieren Nachhaltigkeit aus.
Der Schulhof und die angrenzenden Grünflächen sind zu einem Gemeinschaftsgarten mit fast 3000 m² Nutzfläche ausgestaltet worden, in dem auch ein Gartenhaus mit rund 40 m² Nutzfläche aufgestellt wurde.

## Architektur
Das Bauwerk im Stil norddeutscher Backsteingotik wurde als Gebäude mit drei Vollgeschossen sowie einem Kellergeschoss und ausgebauten Dachbereichen mit Gauben errichtet, das anfangs aus zwei zentralen Treppenhäusern, vier großen Klassenräumen, großzügigen Fluren und zwei Lehrerwohnungen bestand. Im rechten Winkel dazu entstand eine freistehende Turnhalle. Durch die Anbauten nach 1900 verlängerte sich die Hauptachse um weitere zwei Bauwerksteile mit weiteren Klassenräumen. Nach außen blieb aber ein geschlossener baulicher Eindruck bestehen.
Ein Walmdach schließt das Schulhaus ab, an der südlichen Giebelseite ist ein Erker vorhanden. Alle Fassaden blieben unverputzt, sie wurden aber mit hellen Putzspiegeln und der Verwendung von hellen Ziegelsteinen mit dezentem Bauschmuck versehen. Dazu tragen auch die senkrechten Fensterbänder zwischen dem zweiten und dritten Stockwerk bei.
Der mittig im Gebäude eingebaute Haupteingang erhielt die Form eines Kirchenportals mit Spitzbogen und einem dreigeteilten Türüberbau. Eine dreistufige Freitreppe ermöglichst den Zugang. Die Türgewände tragen auf jeder Seite ein Ziersäulchen.
Der Portalvorbau bis in die erste Etage endet in einem offenen Balkon. Das Gebäude ist rund 38 m lang, etwa 17,50 m breit und ca. 15 bis 20 m hoch.
Bei der Umnutzung blieben die großen Klassenzimmer mit einer Höhe von 4 m erhalten, sie wurden jedoch für eine mobile Nutzung durch den Einbau leichter Trennwände zu Wohneinheiten unterschiedlicher Größe (zwischen 50 und 140 m²; Gesamtwohnfläche ca. 1870 m²) umgerüstet. Auf der Nordseite und der Ostseite des Gebäudes entstanden barrierefreie Zugänge, im Inneren wurde eine Aufzugsanlage eingebaut.